# ヘルムート・ハイラント
ヘルムート・ハイラント(Helmut Heiland、1937年3月8日 - )は、ニュルティンゲン生まれのドイツの教育学者。2002年7月1日に退職するまで、デュイスブルクのゲルハルト・メルカトル大学で学校教育学と一般教授学(教育方法学)を中心に教育学を担当した。

## 履歴
ハイランㇳは 1960 年から 1965 年にかけて、テュービンゲン大学とミュンヘン大学で教育学、哲学、歴史を学んだ。ヘルムート・ハイランㇳは、1965 年に「フリードリヒ・フレーベルの象徴的世界」に関する論文でオットー・フリードリヒ・ボルノウの下で博士号を取得した。その後、1966 年から 1969 年までヴュルツブルク大学の教育セミナーで助手として働いた。ここで彼は、大学教授資格を取得した。
ハイランド氏はルール教育大学とルートヴィヒスブルク教育大学で教鞭をとった後、1974年からデュイスブルク大学の教授に就任。彼はそこでフレーベル研究センターを率い、デュイスブルクのフレーベル研究への寄稿やフリードリヒ・フレーベルの手紙の完全版（準備中）の編集者を務めた。
地域史の分野では、ハイランㇳはヴェーヴェリングホーフェンのプロテスタントコミュニティの研究に専念し、このテーマでの著作も出版している。このテーマに関する基本となる研究成果は彼によるものである。

## 著作
- Maria Montessori. Mit Selbstzeugnissen und Bilddokumenten. Rowohlt, Reinbek bei Hamburg 1991, ISBN 3-499-50419-7
- 300 Jahre evangelische Kirche Wevelinghoven. In: 900 Jahre Wevelinghoven. Hrsg. vom Geschichtsverein für Grevenbroich und Umgebung e. V. Grevenbroich 1996 (Beiträge zur Geschichte der Stadt Grevenbroich 12), S. 43–55.
- ...und so wohne ich elendig ohne Hülf und Beistand... Festschrift der Evangelischen Kirchengemeinde Wevelinghoven. Grevenbroich 1985.